# Trimetilaminúria
Trimetilaminúria (TMAU), também conhecida como síndrome do odor de peixe, é uma rara doença metabólica cujos principais sintomas são mau odor corporal, no hálito e na respiração, e gosto ruim na boca em caso de muito esforço uma queimação muito grande no estômago, e sentir com o corpo quente a mais que o normal. Essa doença se caracteriza pela incapacidade do corpo de metabolizar a trimetilamina obtida através da alimentação. Essa substância, que tem um forte odor, está presente em alguns alimentos e é produzida através da ingestão de alimentos ricos em colina e carnitina, como ovos, carnes vermelhas, peixe e alguns vegetais verdes. Os portadores dessa doença eliminam a trimetilamina através dos poros do corpo, suor, saliva, urina e fluidos reprodutivos, causando forte odor no indivíduo. Mesmo que a doença seja conhecida tradicionalmente pelo odor de peixe, o odor pode variar de acordo com cada pessoa, dependendo de características genéticas, da alimentação e do estilo de vida.Trabalhos que exigem mais esforço faz com que aumentem muito odor ruim.
Medicamentos como amoxicilina, omeprazol, e alguns medicamentos para tratamento de depressão e muitos outros para outras doenças podem piorar os sintomas. 
Essa doença tem dois tipos. A forma primária (TMAU1) é causada por um defeito no gene Flavina contendo Mono-Oxigenase 3 (FMO3), gene responsável pela produção da enzima Oxidase de Trimetilamina, que é responsável pela metabolização da trimetilamina (TMA) em N-óxido de trimetilamina (TMAO), uma substância sem odor, através de um processo chamado N-oxidação. A forma secundária (TMAU2) não é causada por defeito genético, mas por disbiose intestinal, alterações hormonais, entre outros fatores.
A doença não tem cura, mas existem algumas formas de diminuir levemente os sintomas, mais para trabalhos que exigem esforço corporal é quase inexistente a melhora. A trimetilaminúria geralmente não tem outros sintomas e não causa complicações à saúde do paciente. Mesmo assim, o estresse causado pela doença pode levar a sérios problemas psicológicos, como isolamento social, depressão e até tendências suicidas, e por conta de perseguição e brincadeiras maldosas pensamentos homicidas.
Uma condição similar à trimetilaminúria foi observada em uma criação de galinhas da raça Rhode Island, que produziam ovos com cheiro de peixe, especialmente após consumir ração contendo uma alta proporção de colza.

## Histórico
A doença foi diagnosticada pela primeira vez em 1970. Em 2003, eram apenas 200 casos diagnosticados em todo o mundo. Hoje, estima-se que haja cerca de 100 mil casos da doença no mundo, porém a maioria dos pacientes ainda não teve a doença diagnosticada.

## Sintomas
Os únicos sintomas da doença são mau odor corporal, no hálito e na respiração, e gosto ruim na boca com esforço físico uma queimação no estômago.
Ainda que a doença seja mais conhecida pelo odor a peixe, muitos pacientes apresentam outros tipos de odores, como odor a fezes, lixo, esgoto, borracha queimada, entre outros. Um mesmo paciente pode ter odores diferentes em momentos diferentes, dependendo da alimentação e do nível de estresse, esforço no trabalho, entre outros fatores, podendo  variar também sua intensidade. As vezes sem mesmo se esforçar o odor pode ser intenso. 
Se a pessoa tiver uma semana intensa de trabalho, com muito esforço físico ou estresse, o odor pode aumentar consideravelmente, mesmo que a pessoa não faça esforço nos dias subsequentes a o aumento do odor. 
Os sintomas podem surgir em qualquer fase da vida. Quando se trata de TMAU1, os sintomas geralmente surgem na infância ou adolescência. Geralmente, os sintomas pioram durante a puberdade. Nos casos de TMAU2, os sintomas costumam aparecer já na idade adulta. Ainda que alguns pacientes manifestem os sintomas o tempo todo, alguns apresentam os mesmos de forma esporádica..
Alguns fatores podem agravar os sintomas, como a alimentação, estresse, atividade física e alterações hormonais. Acredita-se que os hormônios sexuais femininos, como progesterona e estrogênio, podem agravar os sintomas. Assim, os sintomas podem piorar antes e durante o período menstrual, depois de tomar anticoncepcionais orais e durante a menopausa.
As pessoas que convivem com pacientes dessa doença podem apresentar algumas reações alérgicas ao odor, como espirros, tosse e irritação no nariz.

## Diagnóstico
Existem dois exames que podem diagnosticar a doença: o exame genético e o fenotípico. O exame genético é realizado com amostras de sangue ou saliva do paciente e detecta somente o tipo 1 da doença. Esse exame faz o sequenciamento do gene FMO3, cuja mutação acarreta a manifestação da doença. Como a trimetilaminúria é recessiva, o diagnóstico só é confirmado se o paciente tiver o defeito genético relacionado à doença em homozigose, ou seja, se ele tiver ambos os genes defeituosos. Se apenas um dos genes for defeituoso, o paciente ainda pode desenvolver a doença, mas geralmente ocorre de forma mais leve e esporádica.
O exame fenotípico é realizado com amostras de urina do paciente e detecta ambos os tipos da doença. Esse exame mede a quantidade de trimetilamina e de N-óxido de trimetilamina na urina e calcula a proporção entre essas substâncias: se mais de 10% da trimetilamina for eliminada na forma livre (sem ser oxidada), isso sugere que o paciente pode ter TMAU1, já que a capacidade de oxidação dessa substância está comprometida; se a proporção estiver normal, mas a quantidade de trimetilamina eliminada estiver alta, isso sugere que o paciente pode ter TMAU2. Para esse exame, o paciente deve ingerir uma quantidade alta de colina no dia anterior à coleta da amostra, para que seja testada a capacidade do corpo de metabolizar a trimetilamina.

### Dificuldades no diagnóstico
A maioria dos pacientes com trimetilaminúria não chegam a receber um diagnóstico da doença ou demoram para descobrir que têm a doença. Isso se deve, principalmente, à falta de conhecimento por parte da comunidade médica e da população em geral sobre a existência dessa doença. A família e as pessoas próximas ao paciente, muitas vezes, não percebem o odor e as pessoas que percebem o odor, por desconhecerem doenças que causam tal problema, costumam pensar que se trata de falta de higiene. Os médicos, geralmente, não percebem o odor e acreditam que a queixa do paciente decorre de problemas psicológicos. Além disso, são poucos os laboratórios que realizam o exame para essa doença e muitos países não realizam nenhum dos exames. Nos laboratórios que realizam o exame, o custo do exame costuma ser alto, dificultando o acesso dos pacientes ao diagnóstico.

### Diagnóstico diferencial
Além da trimetilaminúria, diversas condições podem causar os sintomas da doença. O mau odor também pode ser causado por má higiene pessoal, infecções por bactérias e fungos, doenças hepáticas, renais, gastrointestinais e outras doenças metabólicas.

## Tratamento
Ainda não existe cura para a doença, e também não existe tratamento específico. Mas existem algumas formas de amenizar um pouco os sintomas, juntamente com um trabalho que não se esforce e pouco estressante, caso contrário não há melhora. O protocolo de tratamento mais usado é constituído por:
- Dieta baixa em colina: Recomenda-se que o paciente evite comer alimentos com grande quantidade de colina. No entanto, a colina não pode ser eliminada totalmente da dieta, pois é uma vitamina e sua deficiência pode causar doenças graves, podendo agravar os sintomas. Então, recomenda-se ao paciente ingerir a quantidade recomendada do nutriente, de acordo com o sexo e a idade. Ingerir acima dessa quantidade pode agravar os sintomas.

- Evitar alimentos com carnitina, trimetilamina e N-óxido de trimetilamina: A carnitina e o N-óxido de trimetilamina podem ser convertidos em trimetilamina por bactérias intestinais, então também devem ser evitados.

- Probióticos: Ajudam a regular a flora intestinal, aumentando a quantidade de bactérias benignas e diminuindo as bactérias que produzem trimetilamina. Em caso de TMAU1 não se recomenda o uso, pois aumenta o número de bactérias aumentando a conversão de trimetilamina.

- Sabonetes ácidos: A trimetilamina é uma base, então sabonetes ácidos com pH entre 5,5 e 6,5 ajudam a neutralizar a trimetilamina e facilitam a remoção da trimetilamina da pele.

- Vitamina B2: Em casos de TMAU1, recomenda-se tomar suplementos de vitamina B2 200 mg diário, divididos em horários do dia, 40mg em 5x dia para aumentar a atividade enzimática.

- Carvão ativado e clorofilina de cobre: Essas substâncias podem absorver toxinas, como a trimetilamina. Como a ingestão prolongada dessas substâncias pode causar efeitos colaterais, recomenda-se tomá-las por curtos períodos de tempo.

- Laxantes: Diminuem o tempo de trânsito intestinal, diminuindo a produção de trimetilamina pelas bactérias intestinais. O laxante mais recomendado é a lactulose. Como podem causar efeitos colaterais, recomenda-se tomar por curtos períodos de tempo.

- Antibióticos: Eliminam as bactérias intestinais. Os antibióticos mais eficientes são metronidazol, neomicina e amoxicilina. Como podem causar efeitos colaterais e as bactérias podem adquirir resistência, recomenda-se tomar por curtos períodos de tempo.
- Evitar Exercícios Físicos: Exercicios físicos, mesmo que suor não saia pelos poros piora a condição, pois aumenta o fluxo sanguíneo, expulsando mais gases pelos poros do corpo, aumentando em muito o odor corporal.

Além dos procedimentos realizados com o objetivo de controlar o odor, também é recomendado que o paciente tenha acompanhamento psicológico para diminuir o estresse causado pela doença, o estresse piora em muito a condição da doença, aumentando o odor, e certos tipos de medicamentos utilizados para ajuda do estresse não são recomendados pois aumentam o odor.

### Tratamentos alternativos
Recentemente, foi publicado um estudo que descobriu uma substância que inibe a produção de trimetilamina pelas bactérias intestinais: 3,3-dimetil-1-butanol (DMB). O objetivo desse estudo era inibir a produção de N-óxido de trimetilamina, uma substância que aumenta o risco de doenças cardiovasculares, mas, como ela também inibe a produção de trimetilamina, pode ajudar no tratamento de trimetilaminúria. Deve ser lançada uma pílula com esse composto para ser comercializada. Como o DMB pode ser encontrado no vinagre balsâmico, azeite de oliva extravirgem, vinho tinto e óleo de semente de uva, essas bebidas podem ser tomadas para amenizar os sintomas.

## Genética
A forma primária da trimetilaminúria geralmente é herdada de forma autossômica recessiva, o que significa que a pessoa tem dois genes defeituosos. Nesse caso, os pais são portadores de uma cópia do gene defeituoso e podem ter os sintomas de forma leve ou temporária.
Mutações no gene flavina contendo mono-oxigenase 3 (FMO3), que está presente no braço longo do cromossomo 1, podem causar trimetilaminúria. Esse gene é responsável por produzir uma enzima que metaboliza compostos nitrogenosos obtidos a partir da alimentação, como a trimetilamina. Os compostos são produzidos pelas bactérias intestinais quando a pessoa ingere alimentos com trimetilamina, N-óxido de trimetilamina, colina ou carnitina. Geralmente, a oxidase de trimetilamina, produzida pelo gene FMO3, transforma a trimetilamina em N-óxido de trimetilamina, que não tem odor. Se a enzima não é produzida suficientemente por causa de uma mutação no gene FMO3, a trimetilamina não é metabolizada e se acumula no corpo. Como a substância é eliminada pelos poros, suor, saliva, respiração, urina e fluidos reprodutivos, o paciente apresenta um forte odor.
Há mais de 40 mutações conhecidas associadas à trimetilaminúria.

## Mídia
Em 2013, foi lançado um filme produzido no México e Canadá cujo tema principal é a trimetilaminúria. The Boy who Smells like Fish conta a história de Mica, um homem que apresenta os sintomas da doença desde a infância